# Depresión tropical Doce-E (2011)
La depresión tropical Doce-E fue la duodécima depresión tropical que se desarrolló durante la temporada de huracanes del Pacífico de 2011. Se formó a partir de una perturbación tropical a aproximadamente 160 kilómetros al sur de México, cuya organización fluctuó durante varios días. El 12 de octubre, el Centro Nacional de Huracanes (NHC) de Estados Unidos consideró que el sistema de baja presión era suficientemente definido para ser considerado una depresión tropical. Después de alcanzar velocidades máximas de viento de 55 km/h, la depresión recaló en tierra firme entre Salina Cruz y Arriaga en Chiapas, México. Iba acompañado de fuertes lluvias sobre gran parte de América Central, causando importantes inundaciones y al menos 80 muertes en la región.

## Historia meteorológica
La depresión tropical Doce-E se formó en la madrugada del 7 de octubre, en un área de atmósfera perturbada a unos pocos cientos de kilómetros al sur de la costa de México. La perturbación se convirtió rápidamente en un evento atmosférico más organizado y dos días después, el Centro Nacional de Huracanes (NHC) señaló que era probable que el área de baja presión iba a convertirse en una depresión tropical. Sin embargo, la actividad tormentosa disminuyó mucho alrededor del centro de la circulación, con los pocos chubascos que quedaban desplazándose hacia el este debido al alto nivel de cizalladura del viento.
El 12 de octubre, el sistema fue finalmente declarado una depresión tropical. A pesar de que la depresión estaba inicialmente previsto de alcanzar brevemente el estado de una tormenta tropical, esto no ocurrió, sino que siguió siendo un sistema parecido a un monzón, con los vientos más fuertes alejados del centro. Poco después, la depresión recaló en tierra firme entre Salina Cruz y Arriaga. La profunda convección disminuyó después de tocar tierra, y se disipó dentro de 24 horas después de su formación.

## Preparativos e impactos
Tras la formación del ciclón tropical, fue emitido un aviso de tormenta tropical para el área de desde Barra de Tonala hasta la frontera Guatemala–México. La depresión iba acompañada de intensas precipitaciones sobre gran parte de América Central, con muchas áreas recibiendo fuertes lluvias durante los días siguientes. 

### Guatemala
En los primeros 24 horas se registró una precipitación de más de 305 mm en Guatemala. Ocurrieron inundaciones y varios deslaves que causaron graves daños a casas, carreteras, y puentes. La profusa lluvia resultó el desbordamiento de varios ríos, exacerbando las inundaciones. La depresión tropical afectó a por lo menos 81 de los 333 municipios del país. Las autoridades confirmaron la muerte de al menos veintitrés personas, y hubo más de 30.000 víctimas de la tormenta en el país.

### Nicaragua
De acuerdo con informes preliminares, las lluvias torrenciales causaron grandes daños de infraestructura y el colapso de seis puentes en Nicaragua. Varios postes eléctricos y de teléfono fueron derribados, interrumpiendo los servicios a los clientes. Incidentes relacionados con la tormenta causaron la muerte de al menos cinco personas y afectaron a alrededor de 3000 personas.

### El Salvador
Un impacto similar fue reportado para El Salvador, donde se registró una precipitación de más de 400 mm en varias localidades. Ante el riesgo de inundaciones, hasta 4300 habitantes buscaron refugio en escuelas, iglesias y centros públicos. El total de evacuados hasta el momento es de 48.738. En la zona donde más evacuados se reportan es en la zona del Bajo Lempa. Al menos 21 ríos desbordaron debido a las lluvias, mientras que numerosos deslizamientos de tierra causaron daños a las carreteras. También se produjeron graves daños a los cultivos, sobre todo en los cultivos de café, frijoles, maíz, y plátanos. Oficialmente se han confirmado 32 muertes por estas lluvias que dejaron acumulados históricos de más de 1200 mm en algunas zonas . Según registros de SNET la lluvia acumulada máxima de la DT12E de 1514 mm superó la de 860 mm del Huracán Mitch, por lo que este evento rompió récord.

### Honduras
En Honduras por lo menos 100 personas murieron y miles tuvieron que ser evacuados.

### Costa Rica
En Costa Rica, deslizamientos de tierra e inundaciones causaron daños a propiedades y carreteras, pero no hubo víctimas mortales. Los máximos acumulados de lluvia en Costa Rica sucedió en la estación La Perla con 1005mm.